# Edenhall
Edenhall är en by (village) i civil parish Langwathby, i distriktet Westmorland and Furness, i grevskapet Cumbria, i nordvästra England. Den har en kyrka. Civil parish hade 216 invånare år 1931. Edenhall var en civil parish fram till 1934 när blev den en del av Langwathby.